# Liste der denkmalgeschützten Objekte in Pyhra
Die Liste der denkmalgeschützten Objekte in Pyhra enthält die 27 denkmalgeschützten, unbeweglichen Objekte der Gemeinde Pyhra im niederösterreichischen Bezirk Sankt Pölten-Land.

## Denkmäler
| Foto |                 | Denkmal                                                                                     | Standort                                            | Beschreibung | Metadaten |
| ---- | --------------- | ------------------------------------------------------------------------------------------- | --------------------------------------------------- | --- | --- |
| ja   | Datei hochladen | Einlaufkammer Perschlingdüker (EK 85) HERIS-ID: 111649 Objekt-ID: 129638seit 2012           | Standort KG: Auern                                  | Die II. Wiener Hochquellenwasserleitung ist eine 183 Kilometer lange Trinkwasser-Versorgungsleitung für die Stadt Wien. Sie wurde auf Betreiben von Karl Lueger errichtet und nach zehnjähriger Bauzeit am 2. Dezember 1910 als II. Kaiser-Franz-Josef-Hochquellenleitung eröffnet. | BDA-Hist.: Q37825831 Status: Bescheid Stand der BDA-Liste: 2025-06-30 Name: Einlaufkammer Perschlingdüker (EK 85) GstNr.: 231/2 Perschlingdüker                                                 |
| ja   | Datei hochladen | Kanalbrücke Geißelhofer HERIS-ID: 111648 Objekt-ID: 129637seit 2012                         | Standort KG: Auern                                  | Die Kanalbrücke Geißelhofer verbindet die Katastralgemeinden Heuberg (siehe dort) und Auern. | BDA-Hist.: Q37825822 Status: Bescheid Stand der BDA-Liste: 2025-06-30 Name: Kanalbrücke Geißelhofer GstNr.: 231/1 Kanalbrücke Geißelhofer                                                       |
| ja   | Datei hochladen | Auslaufkammer Perschlingdüker (AK 86) HERIS-ID: 111650 Objekt-ID: 129639seit 2012           | Standort KG: Heuberg                                | Die Auslaufkammer des Dükers, der bei Heuberg die Perschling unterquert, ist Teil der II. Wiener Hochquellenleitung. | BDA-Hist.: Q37825841 Status: Bescheid Stand der BDA-Liste: 2025-06-30 Name: Auslaufkammer Perschlingdüker (AK 86) GstNr.: 216 Perschlingdüker                                                   |
| ja   | Datei hochladen | Kanalbrücke Geißelhofer HERIS-ID: 111647 Objekt-ID: 129636seit 2012                         | Standort KG: Heuberg                                | Die Kanalbrücke Geißelhofer verbindet die Katastralgemeinden Auern (siehe dort) und Heuberg. | BDA-Hist.: Q37825814 Status: Bescheid Stand der BDA-Liste: 2025-06-30 Name: Kanalbrücke Geißelhofer GstNr.: 167/2 Kanalbrücke Geißelhofer                                                       |
| ja   | Datei hochladen | Ehem. landwirtschaftliche Fachschule HERIS-ID: 32554 Objekt-ID: 29670                       | Dr. C. Kupelwieser-Straße 20 Standort KG: Heuberg   | Die ehemalige landwirtschaftliche Fachschule ist ein Komplex aus zwei unregelmäßig gestalteten zwei- bis dreigeschoßigen Gebäuden unter Walmdach, mit Rieselputzfassade und Natursteinsockel. Gestiftet wurde sie vom Gutsherrn zu Kirnberg Karl Kupelwieser und 1913 errichtet. | BDA-Hist.: Q37948637 Status: Bescheid Stand der BDA-Liste: 2025-06-30 Name: Ehem. landwirtschaftliche Fachschule GstNr.: 16/4                                                                   |
| ja   | Datei hochladen | Reintalaquädukt HERIS-ID: 111651 Objekt-ID: 129640seit 2012                                 | Standort KG: Nützling                               | Das Reintalaquädukt im Kirnberger Walde bei Nützling ist Teil der II. Wiener Hochquellenwasserleitung. | BDA-Hist.: Q37825851 Status: Bescheid Stand der BDA-Liste: 2025-06-30 Name: Reintalaquädukt GstNr.: 280/12, 280/8, 280/6 Reintalaquädukt                                                        |
| ja   | Datei hochladen | 2 Kanalbrücken (Nützling 1, 2), Einsteigturm 87 HERIS-ID: 111652 Objekt-ID: 129641seit 2012 | Standort siehe Beschreibung KG: Nützling            | Nebst anderen Bauwerken der II. Wiener Hochquellenwasserleitung im Gemeindegebiet sind die Kanalbrücken Nützling 1 (Lage) und Nützling 2 (Lage), sowie der Einsteigturm 87 (Lage) geschützt. | BDA-Hist.: Q37825858 Status: Bescheid Stand der BDA-Liste: 2025-06-30 Name: 2 Kanalbrücken (Nützling 1, 2), Einsteigturm 87 GstNr.: 236/1, 243, 242, 241, 244 Hochquellenwasserleitung in Pyhra |
| ja   | Datei hochladen | Ortskapelle HERIS-ID: 32536 Objekt-ID: 29652                                                | gegenüber von Perersdorf 8 Standort KG: Perersdorf  | Die Ende des 19. Jahrhunderts erbaute Kapelle steht leicht erhöht in der Ortsmitte. | BDA-Hist.: Q37948551 Status: § 2a Stand der BDA-Liste: 2025-06-30 Name: Ortskapelle GstNr.: .8/3                                                                                                |
| ja   | Datei hochladen | Kirchenruine hl. Cäcilia HERIS-ID: 32573 Objekt-ID: 29690                                   | nördlich von Perersdorf 14 Standort KG: Perersdorf  | Zwischen den Orten Böheimkirchen und Pyhra befindet sich die Ruine einer im 14. Jahrhundert errichteten und im 18. Jahrhundert barockisierten Kirche, die 1805 im Napoleonischen Krieg von französischen Truppen zerstört wurde. Sie stand unter dem Patrozinium der hl. Cäcilia. | BDA-Hist.: Q1743232 Status: Bescheid Stand der BDA-Liste: 2025-06-30 Name: Kirchenruine hl. Cäcilia GstNr.: .17/1 Kirchenruine St. Cäcilia                                                      |
| ja   | Datei hochladen | Kanalbrücke Kessel HERIS-ID: 111644 Objekt-ID: 129633seit 2012                              | Standort KG: Probstwald                             | Die Kanalbrücke Kessel der II. Wiener Hochquellenwasserleitung verbindet die Katastralgemeinden Probstwald und Schauching. | BDA-Hist.: Q37825787 Status: Bescheid Stand der BDA-Liste: 2025-06-30 Name: Kanalbrücke Kessel GstNr.: 6 Kanalbrücke Kessel, II HQL, Pyhra                                                      |
| ja   | Datei hochladen | Kanalbrücke Probstwald, Einsteigturm 84 HERIS-ID: 111643 Objekt-ID: 129632seit 2012         | Standort siehe Beschreibung KG: Probstwald          | Nebst anderen Bauwerken der II. Wiener Hochquellenwasserleitung im Gemeindegebiet sind die Kanalbrücke Probstwald (Lage) und der Einsteigturm 84 (Lage) geschützt. | BDA-Hist.: Q37825779 Status: Bescheid Stand der BDA-Liste: 2025-06-30 Name: Kanalbrücke Probstwald, Einsteigturm 84 GstNr.: 6 Hochquellenwasserleitung in Pyhra                                 |
| ja   | Datei hochladen | Harlander Aquädukt HERIS-ID: 111642 Objekt-ID: 129631seit 2012                              | Standort KG: Probstwald                             | Das Harlander Aquädukt der II. Wiener Hochquellenwasserleitung verbindet die Katastralgemeinden Probstwald und Zuleithen. | BDA-Hist.: Q37825770 Status: Bescheid Stand der BDA-Liste: 2025-06-30 Name: Harlander Aquädukt GstNr.: 5 Harlander Aquädukt, II HQL, Pyhra                                                      |
| ja   | Datei hochladen | Hauptschule HERIS-ID: 32565 Objekt-ID: 29681                                                | Hauptstrßae 15 Standort KG: Pyhra                   | Breit gelagerter zweigeschoßiger Bau, 1911–1912 errichtet. | BDA-Hist.: Q37948692 Status: § 2a Stand der BDA-Liste: 2025-06-30 Name: Hauptschule GstNr.: .80                                                                                                 |
| ja   | Datei hochladen | Rathaus/Gemeindeamt, ehem. Musterschule HERIS-ID: 32566 Objekt-ID: 29683                    | Hauptstraße 13 Standort KG: Pyhra                   | Zweigeschoßiger Bau unter Walmdach, im Kern aus der zweiten Hälfte des 18. Jahrhunderts, um 1980 umgestaltet. | BDA-Hist.: Q37948700 Status: § 2a Stand der BDA-Liste: 2025-06-30 Name: Rathaus/Gemeindeamt, ehem. Musterschule GstNr.: .8                                                                      |
| ja   | Datei hochladen | Pfarrhof HERIS-ID: 32559 Objekt-ID: 29675                                                   | Hauptstraße 17 Standort KG: Pyhra                   | Breit gelagerter zweigeschoßiger Bau aus der Zeit um 1800/01, auf beiden Seiten von einem korbbogigen Gartenportal flankiert. | BDA-Hist.: Q37948652 Status: § 2a Stand der BDA-Liste: 2025-06-30 Name: Pfarrhof GstNr.: .9 Pfarrhof Pyhra                                                                                      |
| ja   | Datei hochladen | Kath. Pfarrkirche hl. Margareta und ehem. Friedhofsmauer HERIS-ID: 32561 Objekt-ID: 29677   | bei Hauptstraße 17 Standort KG: Pyhra               | Im späten 13. Jahrhundert zunächst als Pfeilerbasilika errichtet, um 1450 zur Staffelkirche umgestaltet. Die Kirche steht auf einer Anhöhe in der Ortsmitte, teilweise von der ehemaligen Friedhofsmauer umgeben. Dreischiffiges Langhaus, drei gestaffelte ungleiche Chöre, massiger Turm mit spitzbogigen mittelalterlichen Schallfenstern. Im Inneren bemerkenswerter Bestand an Renaissance-Grabmälern der protestantischen Patronatsherren Greiß. | BDA-Hist.: Q37948664 Status: § 2a Stand der BDA-Liste: 2025-06-30 Name: Kath. Pfarrkirche hl. Margareta und ehem. Friedhofsmauer GstNr.: .10 Pfarrkirche Pyhra                                  |
| ja   | Datei hochladen | Pranger HERIS-ID: 32563 Objekt-ID: 29679                                                    | bei Hauptstraße 19 Standort KG: Pyhra               | Massiger stark abgefaster Pfeiler südöstlich der Kirche. Stammt vermutlich aus dem 16. Jahrhundert, teilweise erneuert. | BDA-Hist.: Q37948683 Status: § 2a Stand der BDA-Liste: 2025-06-30 Name: Pranger GstNr.: 748/1                                                                                                   |
| ja   | Datei hochladen | Bildstock, Pestsäule HERIS-ID: 32568 Objekt-ID: 29685                                       | Florianigasse 1 Standort KG: Pyhra                  | Pfeilerbildstock mit Blendnischenaufsatz, am Schaft mit 1733 bezeichnet. | BDA-Hist.: Q37948712 Status: § 2a Stand der BDA-Liste: 2025-06-30 Name: Bildstock, Pestsäule GstNr.: 716/7                                                                                      |
| ja   | Datei hochladen | Kanalbrücke Kessel HERIS-ID: 111645 Objekt-ID: 129634seit 2012                              | Standort KG: Schauching                             | Die Kanalbrücke Kessel der II. Wiener Hochquellenwasserleitung verbindet die Katastralgemeinden Probstwald (siehe dort) und Schauching. | BDA-Hist.: Q37825797 Status: Bescheid Stand der BDA-Liste: 2025-06-30 Name: Kanalbrücke Kessel GstNr.: 247/2 Kanalbrücke Kessel, II HQL, Pyhra                                                  |
| ja   | Datei hochladen | Kanalbrücke Reichebner HERIS-ID: 111646 Objekt-ID: 129635seit 2012                          | Standort KG: Schauching                             | Die Kanalbrücke Reichebner ist Teil der II. Wiener Hochquellenwasserleitung. | BDA-Hist.: Q37825806 Status: Bescheid Stand der BDA-Liste: 2025-06-30 Name: Kanalbrücke Reichebner GstNr.: 327/1 Kanalbrücke Reichebner, II HQL, Pyhra                                          |
| ja   | Datei hochladen | Bildstock HERIS-ID: 32572 Objekt-ID: 29689                                                  | Schauching 26, bei Standort KG: Schauching          | Der dreiseitige Nischenbildstock aus der ersten Hälfte des 18. Jahrhunderts beherbergt eine Madonnenstatue, die aus derselben Zeit stammen dürfte. | BDA-Hist.: Q37948720 Status: § 2a Stand der BDA-Liste: 2025-06-30 Name: Bildstock GstNr.: 361/1                                                                                                 |
| ja   | Datei hochladen | Figurenbildstock hl. Johannes Nepomuk HERIS-ID: 32545 Objekt-ID: 29661                      | Perschlingtalstraße 22 Standort KG: Wald            | Diese Statue des hl. Johannes Nepomuk stammt aus der zweiten Hälfte des 18. Jahrhunderts. | BDA-Hist.: Q37948587 Status: § 2a Stand der BDA-Liste: 2025-06-30 Name: Figurenbildstock hl. Johannes Nepomuk GstNr.: 1226/3 Statue of John of Nepomuk, Wald, Pyhra                             |
| ja   | Datei hochladen | Pfarrhof HERIS-ID: 32537 Objekt-ID: 29653                                                   | Perschlingtalstraße 50 (Pfarramt) Standort KG: Wald | Zweigeschoßiger Bau von 1838. | BDA-Hist.: Q37948563 Status: § 2a Stand der BDA-Liste: 2025-06-30 Name: Pfarrhof GstNr.: .91 Pfarrhof Wald                                                                                      |
| ja   | Datei hochladen | Friedhofskreuz HERIS-ID: 32546 Objekt-ID: 29662                                             | bei Perschlingtalstraße 52 Standort KG: Wald        | Kruzifix von 1906 auf dem Friedhof. | BDA-Hist.: Q37948599 Status: § 2a Stand der BDA-Liste: 2025-06-30 Name: Friedhofskreuz GstNr.: 1027/2                                                                                           |
| ja   | Datei hochladen | Schloss Wald HERIS-ID: 32574 Objekt-ID: 29691                                               | Schloßweg 1 Standort KG: Wald                       | In der zweiten Hälfte des 16. und der ersten Hälfte des 17. Jahrhunderts Ausbau einer mittelalterlichen Burg. Dreigeschoßige, vierflügelige Anlage, im Südosten vom mittelalterlichen Bergfried überragt. | BDA-Hist.: Q37948734 Status: Bescheid Stand der BDA-Liste: 2025-06-30 Name: Schloss Wald GstNr.: .72 Schloss Wald                                                                               |
| ja   | Datei hochladen | Kath. Pfarrkirche Mariä Himmelfahrt HERIS-ID: 32579 Objekt-ID: 29696                        | gegenüber Schloßweg 1 Standort KG: Wald             | Neugotischer Bau mit halbrund schließendem Südchor und neoklassizistischer Fassadengestaltung. Einheitliche neugotische Ausstattung und Einrichtung. | BDA-Hist.: Q37948752 Status: § 2a Stand der BDA-Liste: 2025-06-30 Name: Kath. Pfarrkirche Mariä Himmelfahrt GstNr.: .100 Pfarrkirche Wald in Pyhra                                              |
| ja   | Datei hochladen | Harlander Aquädukt HERIS-ID: 111641 Objekt-ID: 129630seit 2012                              | Standort KG: Zuleithen                              | Das Harlander Aquädukt der II. Wiener Hochquellenwasserleitung verbindet die Katastralgemeinden Probstwald (siehe dort) und Zuleithen. | BDA-Hist.: Q37825751 Status: Bescheid Stand der BDA-Liste: 2025-06-30 Name: Harlander Aquädukt GstNr.: 120/1, 120/2, 218, 125 Harlander Aquädukt, II HQL, Pyhra                                 |